# Tyrannochthonius arificus
Espèce
Tyrannochthonius arificus est une espèce de pseudoscorpions de la famille des Chthoniidae.

## Distribution
Cette espèce est endémique du Guizhou en Chine. Elle se rencontre dans le xian d'Anlong dans la grotte Hei.

## Description
Les mâles mesurent de 1,31 à 1,40 mm et les femelles de 1,62 à 1,69 mm.

## Systématique et taxinomie
Cette espèce a été décrite par Hou, Feng et Zhang en 2023.

## Publication originale
- Hou, Feng & Zhang, 2023 : « Diversity of cave-dwelling pseudoscorpions from Guizhou in China, with the description of twenty-four new species of the genus Tyrannochthonius (Pseudoscorpiones, Chthoniidae). » Zootaxa, no 5262(1), p. 1–158.